# 三国战纪
《三国战纪》（英文：Knights of Valour），是台湾鈊象电子（IGS）公司以PGM（PolyGame Master）和PGM-2系統基板所开发，根据中国四大名著之一的《三国演义》改编的游戏系列。目前有很多版本，目前支持的语言为日語（日本）、韓国語（韓国）、简体中文（中国大陆、香港）、繁体中文（台湾）、英语（世界）五种语言格式。作为其中一個三国类横版多人过关游戏（PGM），《三国战纪》在系统上要复杂得多，玩家在打斗之余使用奥义天书发动各种魔法，类似格斗游戏的怒气系统也令遊戲衍生了更多變化。

## 三国战纪1系列
三国战纪1版本有许多，但都是大同小异。

### 标准版

#### v100
僅日文版本，早期版本。这个版本BUG很多，除了无限道具BUG之外，还有诸葛亮拿属性剑66A攻击敌人时没有中状态倒地的效果。

#### v115
该版本在街机上已经支持了其他语言，也修复了100版的一些BUG（只有无限道具未修复）。

#### v117
已经没无限道具的BUG，所以在该版本出现之后很多商家马上将115换成了117。

### 正宗PLUS
该游戏部分网友称之为“风云再起测试版”，特点是加入了白甲黄忠和魔法张飞两个新的角色、血条颜色由黄变绿、沙漏只能恢复到28秒。

#### 修改版正宗PLUS
在中国大陆，有很多三国战纪的修改版（中国大陆人士将修改称之为“HACK”），并有一些网站专门提供对HACK游戏的下载。其中最著名的就是“邪凤天炽”，该网站发布过许多修改版三国战纪游戏，也是网络上最有争议的一个网站。

### 风云再起
通过连续技增加分数和等级的游戏，一套连续技最高可以拿到几十万的分数。加入了新的援军令系统、将关卡进行了调整。 该游戏有102、103、104三个版本。

### 乱世枭雄
由IGS專屬授權給大陸的街機代理商發售

## 三国战纪2系列
于2000年上市发行。新增的“装饰品”系统，可让角色的造型更特别，游戏关卡里还隐藏许多神秘的事件（犬神事件等）。

### 飞龙在天
“三国战纪2飞龙在天”是台湾名称，该版本在中国大陆称之为“三国战纪2群雄争霸”，在香港则是“三国战纪2羣雄争霸”，而在日本则称之为。

### 橫掃千軍
“三国战纪2橫掃千軍”是台湾名称，该版本在中国大陆称之为“三国战纪2盖世英雄”。日本版為「三國戰紀2 亂世英雄」。

## 新·三国战纪 七星転生《》
鈊象和Sammy合作，以Atomiswave系統開發的ACT遊戲，于2003年共同推出的一款三国战记系列的作品，画面上采取了3D背景技術，加入了“武将技”、“七星转生”、“神兽解放”等新系统，在本系列中，取消了扣血招，按动A+B或者B+C，就可以在危险情况下快速脱离危险，这和神剑一样，只需要轻松按键，就可以出大招，出武将技需要有七星玉。
在本系列中，每位角色的血条下面都有一条转生槽，只要主角受到攻击，转生槽就会增加，只要转生槽满了就可以按A+C转生，在转生时间内可以无限连招，无限出武将技。
只要在双打的时候，每位角色拥有3颗以上的七星玉，在近身的时候同时按下A+B、B+C或一人A+B和一人B+C，就可以启动合作技神獸解放

## 三国战纪3系列
三國戰紀3（Knights of Valour）為鈊象電子在2011年9月26日於PGM 2（PolyGame Master-2）主機（基板）上發行的橫向動作過關遊戲（ACT）。

三國戰紀3 HD（Knights of Valour 3 HD）為2012年在PGM 3（PolyGame Master 3）主機（基板）上發行的高畫質橫向動作過關遊戲（ACT）。

## 有关“三国战记”一词的由来
在网上，“三国战纪”也叫作“三国战记”，部分网友还将“三国战记”作为标准名。三国战纪在翻译成日文就是，但是用Microsoft Windows中的日语输入法输入senki就会自动转换成，对此某些网友认为“三国战记”一词来源于日文。